# منتخب إثيوبيا لكرة القدم للسيدات
منتخب إثيوبيا الوطني لكرة القدم للسيدات هو ممثل إثيوبيا الرسمي في المنافسات الدولية في كرة القدم للسيدات، يديريه اتحاد إثيوبيا لكرة القدم.